# Lotus 32
La Lotus 32 est une monoplace de Formule 2 du constructeur britannique Lotus pour la saison 1964, construite pour les besoins de l'équipe Lotus et également vendue à des particuliers et des équipes privées.
Le châssis monocoque en aluminium est dérivé de celui de la Lotus 27 de Formule Junior, lui-même dérivant de celui de la Lotus 25 de Formule 1.
Les moteurs étaient dérivés du bloc Ford 105E de l'Anglia de 1 340 cm3 ramené à 998 cm3. Ce nouveau bloc développait environ 115 ch. La boîte était à 4 vitesses d'origine Hewland à 4 ou 5 rapports.
La 32 est la première « nouvelle F2 » de la marque, la Formule Junior ayant disparu, remplacée par les catégories F2 et la F3. La nouvelle Formule 2 était la plus proche de la Formule Junior en termes de technicité et de performances.